# Thomas François Drake
Pour les articles homonymes, voir Drake.
Thomas François Drake, né le 17 mai 1818 à Paris et mort le 19 juillet 1895 à Poitiers, est un peintre et illustrateur français.

## Œuvre
Thomas François Drake est notamment l'auteur de l’Album vendéen (1860-1865), un album de gravures de paysages retraçant les guerres de Vendée et soutenant la cause légitimiste.
Le musée des Beaux-Arts d'Angers conserve un fonds de ses dessins